# 戈登·席爾登費爾德
戈登·席爾登費爾德（Gordon Schildenfeld）是克羅地亞的一位足球運動員。在場上司職後衛。他現在效力於克羅地亞足球甲級聯賽球隊。他也代表克羅地亞國家足球隊參加比賽。